# Reinhard Adrian von Hochstetten
Reinhard Adrian Reichsfreiherr von Hochstetten (* 22. Januar 1700; † 17. August 1765 in Kapfenburg) war Ritter des Deutschen Ordens.

## Leben
Der Sohn eines Pfalz-Neuburgischen Rates, der 1699 in den Reichsfreiherrenstand erhoben wurde, erhielt am 23. November 1725 seine Rezeption in der Ballei Franken des Deutschen Ordens.
1728 wurde er Hauptmann im fränkischen Kreis, 1733 General im General Bahsewitz'schen Regiment zu Fuß und Hauskomtur in Ellingen. 1735 wurde er zum Komtur von Virnsberg erhoben. 
Er erhielt 1741 die Kommenden Oettingen und Donauwörth und verzichtete gleichzeitig auf seine bisherige Kommende in Virnsberg. 
Ab 1747 war er Ratsgebietiger der Ballei Franken und wurde am 7. November 1751 vom Hochmeister und Kurfürsterzbischof Clemens August I. von Bayern zum Kurkölnischen Kammerherren berufen. Im gleichen Jahr erhielt er seine Ernennung zum Kriegsrat des fränkischen Kreises. Im Januar 1756 wechselte er als Komtur auf die Kommende Kapfenburg.
| Personendaten    | Personendaten                                                        |
| ---------------- | -------------------------------------------------------------------- |
| NAME             | Hochstetten, Reinhard Adrian von                                     |
| ALTERNATIVNAMEN  | Hochstetten, Reinhard Adrian Reichsfreiherr von (vollständiger Name) |
| KURZBESCHREIBUNG | Ritter des Deutschen Ordens                                          |
| GEBURTSDATUM     | 22. Januar 1700                                                      |
| STERBEDATUM      | 17. August 1765                                                      |
| STERBEORT        | Kapfenburg                                                           |